# Action Jackson
Action Jackson is een Amerikaanse actiefilm uit 1988 onder regie van Craig R. Baxley. 

## Verhaal
Sergeant Jéricho Jackson, bijgenaamd "Action", is een politieagent in de stad Detroit. In een stad waar de werkloosheid recordhoogten bereikt, heerst er meedogenloos geweld. Omdat hij opkwam tegen automagnaat Peter Dellaplane bij de arrestatie van zijn zoon, heeft hij zijn rang als luitenant verloren. Peters ambities groeien: om hoge politieke functies te vervullen laat hij verschillende politieke leiders vermoorden.

## Rolverdeling
| Acteur            | Personage                         |
| ----------------- | --------------------------------- |
| Carl Weathers     | Sergeant Jericho "Action" Jackson |
| Craig T. Nelson   | Peter Dellaplane                  |
| Vanity            | Sydney Ash                        |
| Sharon Stone      | Patrice Dellaplane                |
| Bill Duke         | Captain Earl Armbruster           |
| Robert Davi       | Tony Moretti                      |
| Jack Thibeau      | Detective Kotterwell              |
| Armelia McQueen   | Dee                               |
| Stan Foster       | Albert Smith                      |
| Roger Aaron Brown | Officer Lack                      |
| Thomas F. Wilson  | Officer Kornblau                  |